# Bosc del Palatinat
El Bosc del Palatinat (en alemany Pfälzerwald) és una zona muntanyosa al sud-oest d'Alemanya, a la regió del Palatinat a l'estat de Renània-Palatinat. El parc natural (Naturpark) del "Bosc del Palatinat" ocupa 1771 km², aproximadament una tercera part del Palatinat. Juntament amb la part nord de la serralada dels Vosges, a França, forma la reserva de la biosfera de Pfälzerwald-Vosges du Nord de la UNESCO. Aquesta reserva de la biosfera és una de les més grans d'Europa.

## Geografia

### Límits
La serralada del Bosc del Palatinat continua cap al nord per la zona muntanyosa del nord del Palatinat de Nordpfälzer Bergland, on el punt més alt és la muntanya volcànica Donnersberg (687 m). Pel sud la serralada s'allarga amb la part nord de la serralada dels Vosgues, a França.
La frontera est del Bosc del Palatinat és la serra del Haardt, la qual dona peu a la part vinícola del Palatinat. Aquesta zona utilitzada pel cultiu de la vinya és una plana causada per la vall del Rin, i és travessada per la Ruta Alemanya del Vi. Per l'oest, el Bosc del Palatinat és limitat per Kaiserslautern i Pirmasens

### Divisions

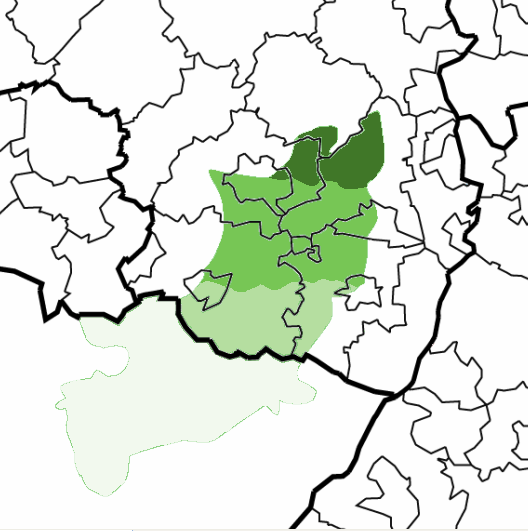
Mapa del Nördlichen Pfälzerwald, el Mittleren Pfälzerwald i el Südlichen Pfälzerwald

El Bosc del Palatinat se sol dividir en tres àrees.
- Nördlichen Pfälzerwald: Ocupa la part nord de la reserva, la fronteres aproximada pel sud la limitaria una línia entre Kaiserslautern i Bad Dürkheim, concretament el riu Isenach. En aquesta part nord de la reserva, s'hi distingeixen dos subseccions principals: el Diemersteiner Wald, i el Stumpfwald.
- Mittleren Pfälzerwald: Aquesta secció del bosc s'estén des de la línia anterior, entre Kaiserslautern i Bad Dürkheim, fins a una frontera marcada pel riu Queich entre les localitats de Pirmasens i Landau. Al mittleren Pfälzerwald també hi ha dos subseccions: La Gräfensteiner Land i el Pfälzisches Holzland a la zona occidental, i Frankenweide al centre.
- Südlichen Pfälzerwald: Finalment, el Bosc del Palatinat del sud ocupa des de la línia Pirmasens-Landau fins a la frontera francesa. Aquest es divideix en les subseccions de Dahner Felsenland al sud de la reserva i el Mundatwald a la part sud-est.

### Muntanyes per sobre dels 600m
- Kalmit (673 m)
- Kesselberg (663 m)
- Roßberg (637 m)
- Hochberg (635 m)
- Hohe Loog (619 m)
- Schafkopf (617 m)
- Blättersberg (617 m)
- Steigerkopf/Schänzel (614m)
- Eschkopf (609 m)
- Morschenberg (608 m)
- Mosisberg (608 m)
- Weißenberg (607 m)
- Rotsohlberg (607m)
- Hortenkopf (606 m)
- Taubenkopf (603 m)

## Geologia
La zona muntanyosa del Bosc del Palatinat es va formar fa 300 milions d'anys, al Devonià, com a producte de la col·lisió de la placa africana amb la placa eurasiàtica.
Al Triàsic, fa uns 200 milions d'anys, el país es va enfonsar, formant la Conca Germànica, i posteriorment s'hi van sedimentar tres capes: una de gres rogenc, una de calç formada per restes de petxines procedents d'un mar interior i una capa més sedimentada durant el Triàsic Superior. Així va quedar formada la composició geològica del sud-oest d'Alemanya.
Fa 180 milions d'anys, es van erosionar uns 100 metres del sòl, arribant en alguns punts a la capa de gres rogenc, com a la part occidental del Pfälzerwald. En canvi, a la part de les muntanyes del Haardt, a l'est de la reserva, encara són visibles els dipòsits sedimentaris de calç.
L'últim canvi geològic va succeir fa 45 milions d'anys, quan la Falla del Rin es va enfonsar pronunciadament respecte a l'escorça terrestre, formant una depressió de 20 kilòmetres de llargada i de 2500 metres de fondària. En aquella zona també s'hi troben sediments marins, ja que fa uns 20 milions d'anys el mar del Nord arribava a la regió de Wetterau (a Hessen) i a l'alt Rin.
El trencament de la falla és encara present en l'actualitat, així ho demostren els petits terratrèmols ocasionals o els dipòsits de lava a la vora de la falla. A Forst an der Weinstraße hi ha la muntanya de Pechsteinkopf (que pertany a la serra del Haardt), on ha aparegut cobalt. El magma líquid que fa aproximadament 29 milions d'anys (35 milions diuen altres fonts) afluïa a l'exterior s'enduria i formava columnes de basalt. Les erupcions de gas causades pel magma, trencaven les roques de basalt. Aquestes es van extreure als anys 1980 per ús industrial.

## Hidrologia

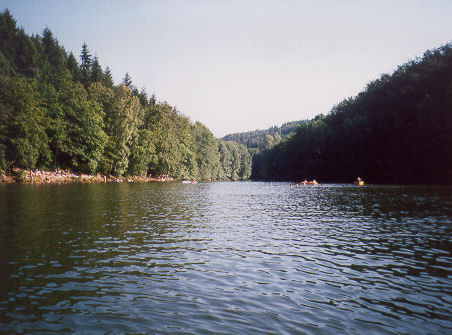
El llac Eiswoog

### Llacs
El que gran part de la reserva tingui una composició geològica formada per gres afavoreix al manteniment de l'aigua a la superfície i en cursos fluvials subterranis, de manera que en aquesta zona s'hi formen molts llacs i aiguamolls, com el Gelterswoog, el Clausensee o el Eiswoog.

### Rius
El Bosc del Palatinat es divideix en quatre conques fluvials principals: la del riu Speyerbach, la del Quiech, la del Wieslauter i la del Schwarzbach. Els tres primers desemboquen al Rin, i les aigües de l'últim flueixen al Blies, posteriorment al Saar i finalment al Mosel·la. La majoria de rierols acaben afluint a conques més importants, com són els casos del Speyerbach, que recull l'aigua del Hainbach, el Modenbach i el Krebsbachs. La línia divisòria entre la vessant del Mosel·la i la del Rin passaria aproximadament per la frontera entre el districte de Kaiserslautern i el de Südwestpfalz, cap al sud entre Johanniskreuz i Eschkopf i llavors cap al sud-oest entre Lemberg i Eppenbrunn.

## Biologia

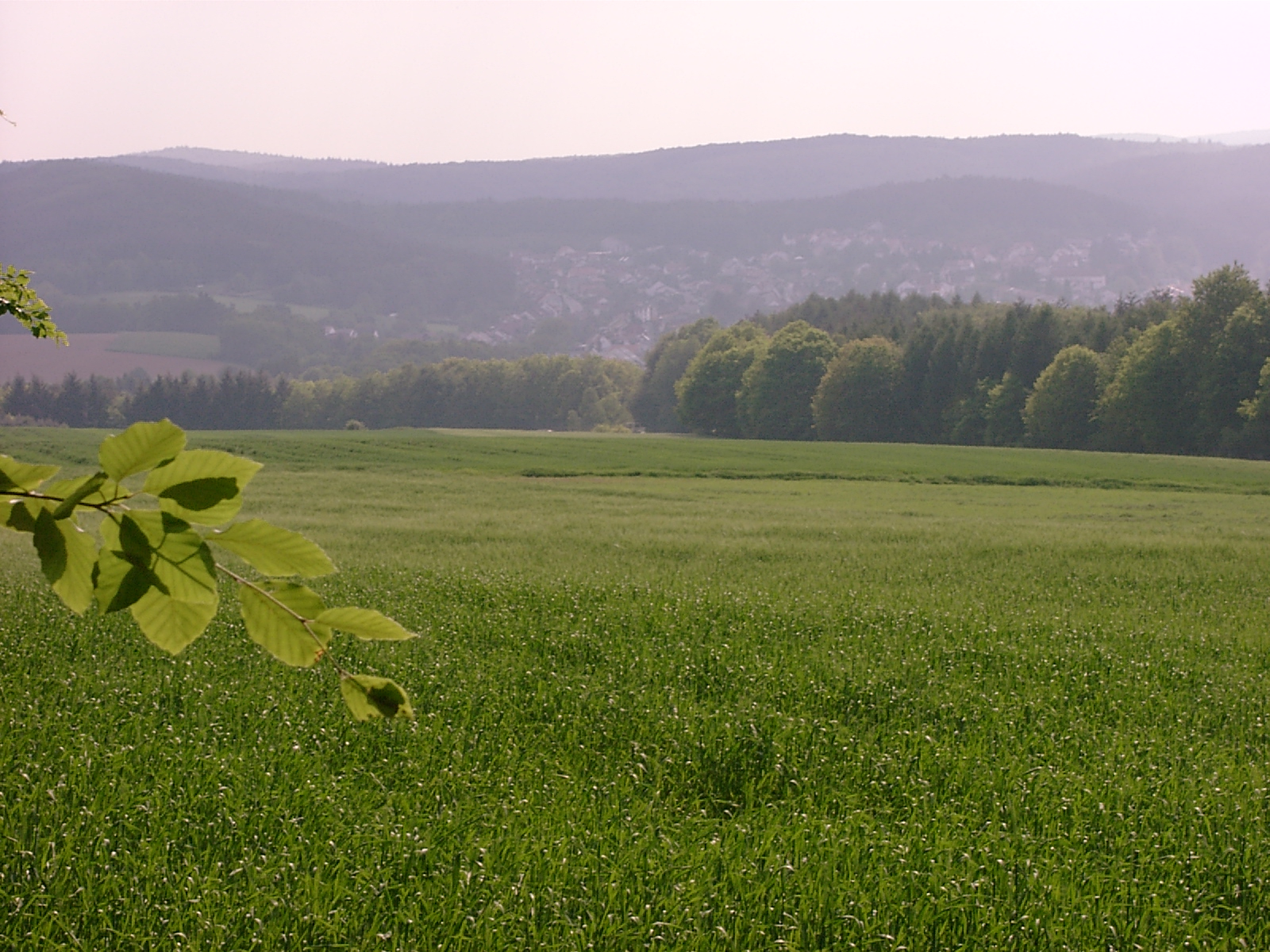
Boscos a Hochspeyer

### Flora
Els boscos ocupen més d'un 76% de la reserva de la biosfera. Al Pfälzerwald hi predominen els boscos de faig, que creixen abundantment a causa del sòl format per gres. Aquesta composició del terreny també afavoreix al creixement de la vinya, el roure, el roure pènol i el vern (aquests dos últims en les valls més humides). Prop del Rin també hi solen haver exemplars de castanyers. A la zona francesa de la reserva hi ha boscos de coníferes com pins, avets. Aquestes classes d'arbres no són autòctones del Bosc del Palatinat, de manera que s'hi han plantat posteriorment.

### Fauna
Juntament amb un alt nombre d'espècies d'insectes, com escarabats i papallones, hi ha una sèrie d'ocells poc comuns en altres llocs, com ara el falcó pelegrí, la puput, el blauet o el còlit. També hi han mamífers amenaçats o en perill d'extinció, per exemple, els ratpenats, la marta, el gat salvatge o el linx nòrdic, i d'altres que són més comuns als boscos de muntanya: cabriols, cérvols i senglars.

## Infraestructures

### Pobles

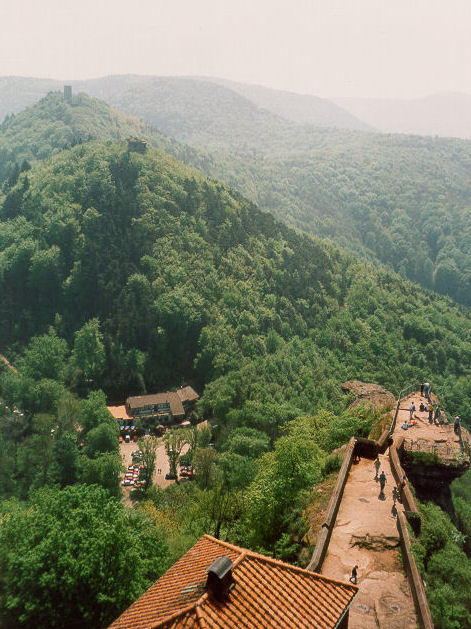
El Bosc del Palatinat vist des de dalt del castell de Trifels, a Annweiler

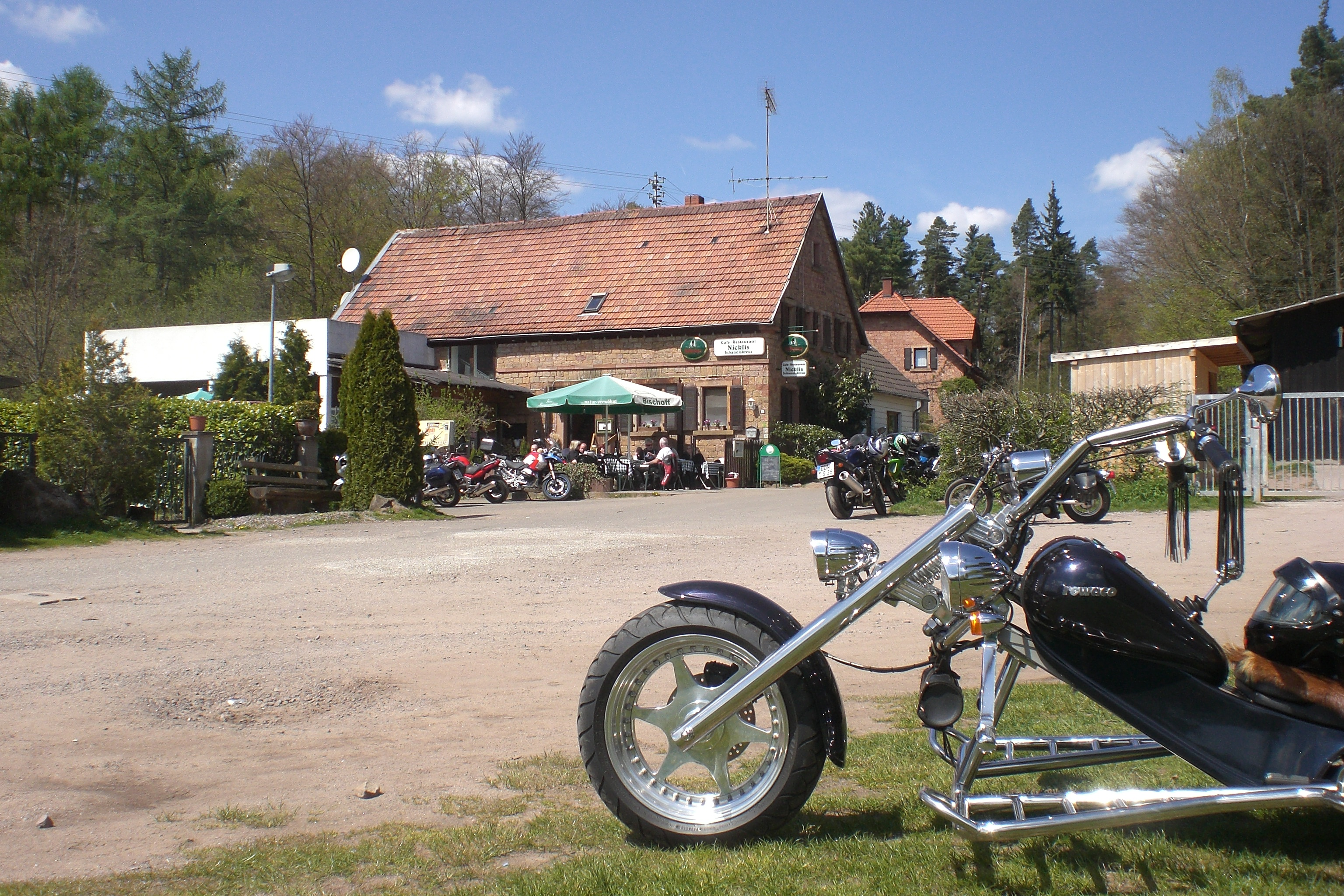
Les carreteres de la zona són freqüentades per motociclistes

EL Pfälzerwald és una àrea poc poblada. Dades del 1999 diuen que la reserva tenia un total de 237.000 habitants, el que feia una densitat de població de 76 hab/km².
Cap de les poblacions de dins del Bosc del Palatinat passa dels 10.000 habitants.
Les ciutats més importants de la reserva són, al límit oriental:
Eisenberg
Bad Dürkheim
Grünstadt
Neustadt an der Weinstraße
Edenkoben
Landau
Bad Bergzabern
Wissembourg (a França)
Al límit occidental:
Kaiserslautern
Rodalben
Pirmasens

### Trànsit

#### Carreteres
Les autopistes i carreteres principals que passen pel Pfälzerwald són:
La Bundesautobahn 6 (Saarbrücken–Kaiserslautern–Grünstadt–Mannheim)la qual enllaça amb la carretera europea entre París i Praga.
La Bundesstraße 10 (Pirmasens–Landau)
Les d'importància regional són:
La Bundesstraße 37 (Kaiserslautern–Bad Dürkheim)
La Bundesstraße 39 (Frankenstein-Neustadt an der Weinstraße)
La Bundesstraße 48 (Enkenbach-Alsenborn–Bad Bergzabern)
La Bundesstraße 427 (Hinterweidenthal–Bad Bergzabern)

#### Ferrocarril

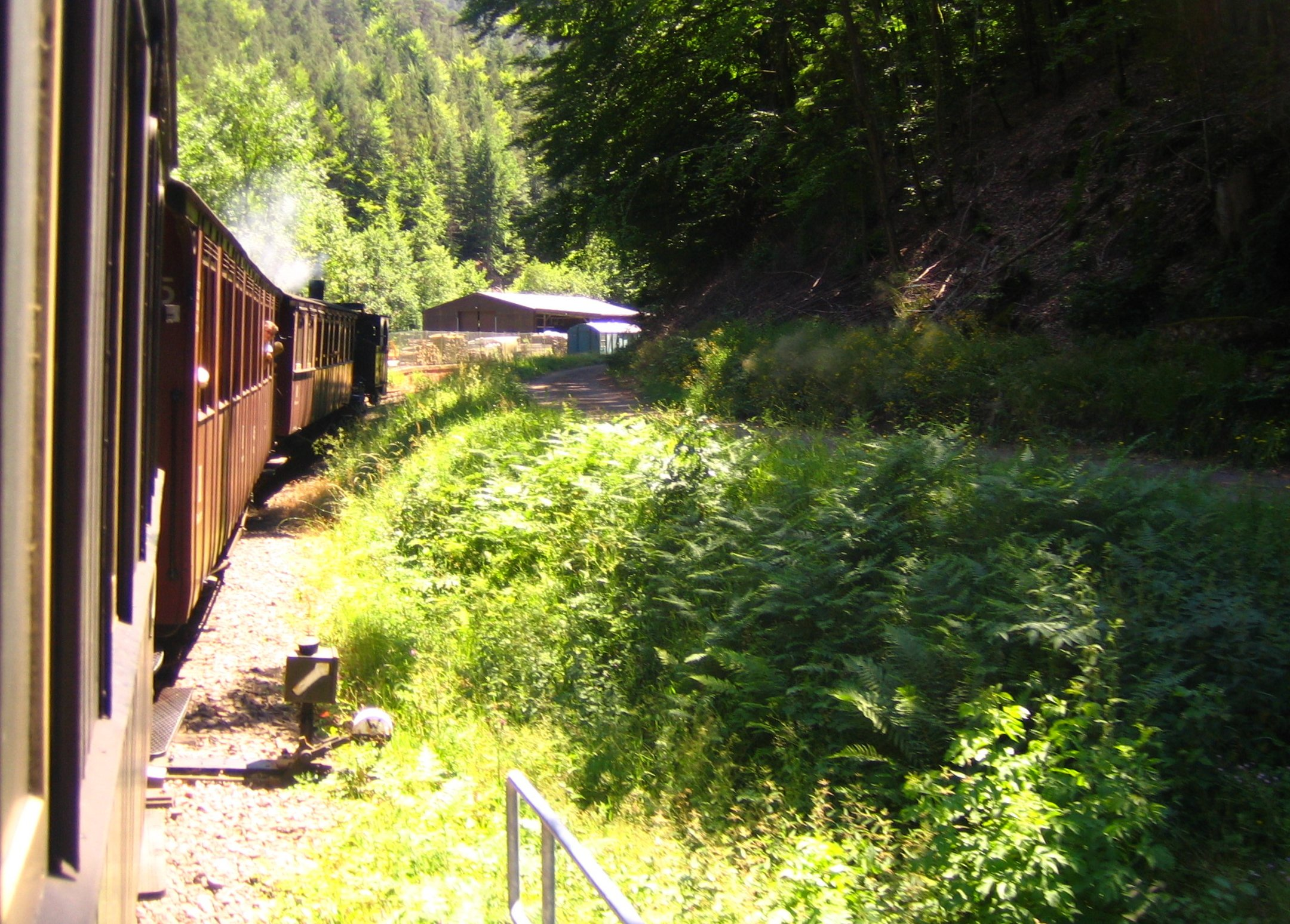
El Kuckucksbähnel entre Elmstein i Helmbach

La línia actual de més importància, i l'única que té trens de llarga distància és la Pfälzische Ludwigsbahn (Ludwigshafen-Saarbrücken). La Queichtalbahn (Pirmasens-Landau) i la Biebermühlbahn (Kaiserslautern-Pirmasens) han perdut importància i avui només s'utilitza per a desplaçaments de poca distància.
La Kuckucksbähnel (Lambrecht-Elmstein) va començar usant-se com a tren per al transport de la fusta talada al bosc, i ocasionalment, per al trànsit de persones. Actualment aquesta línia té la funció de tren-mirador, per a contemplar el paisatge del Pfälzerwald, i no per al transport de persones.
L'Eistalbahn (Grünstadt-Eisenberg) es va construir el 1876. Aquesta línia té el pont de ferrocarril més llarg del Palatinat, anomenat Eistalviadukt.

## Economia

### Mineria
Les pedreres de la zona extreuen material per a la construcció. Aquestes proporcionen gres rogenc (les del Palatinat central i occidental) i roca calcària de colors clars (les de l'àrea oriental).

### Turisme
El Bosc del Palatinat, tot i haver estat poc poblat, manté una herència paisatgística, cultural i històrica molt rica.
Castells

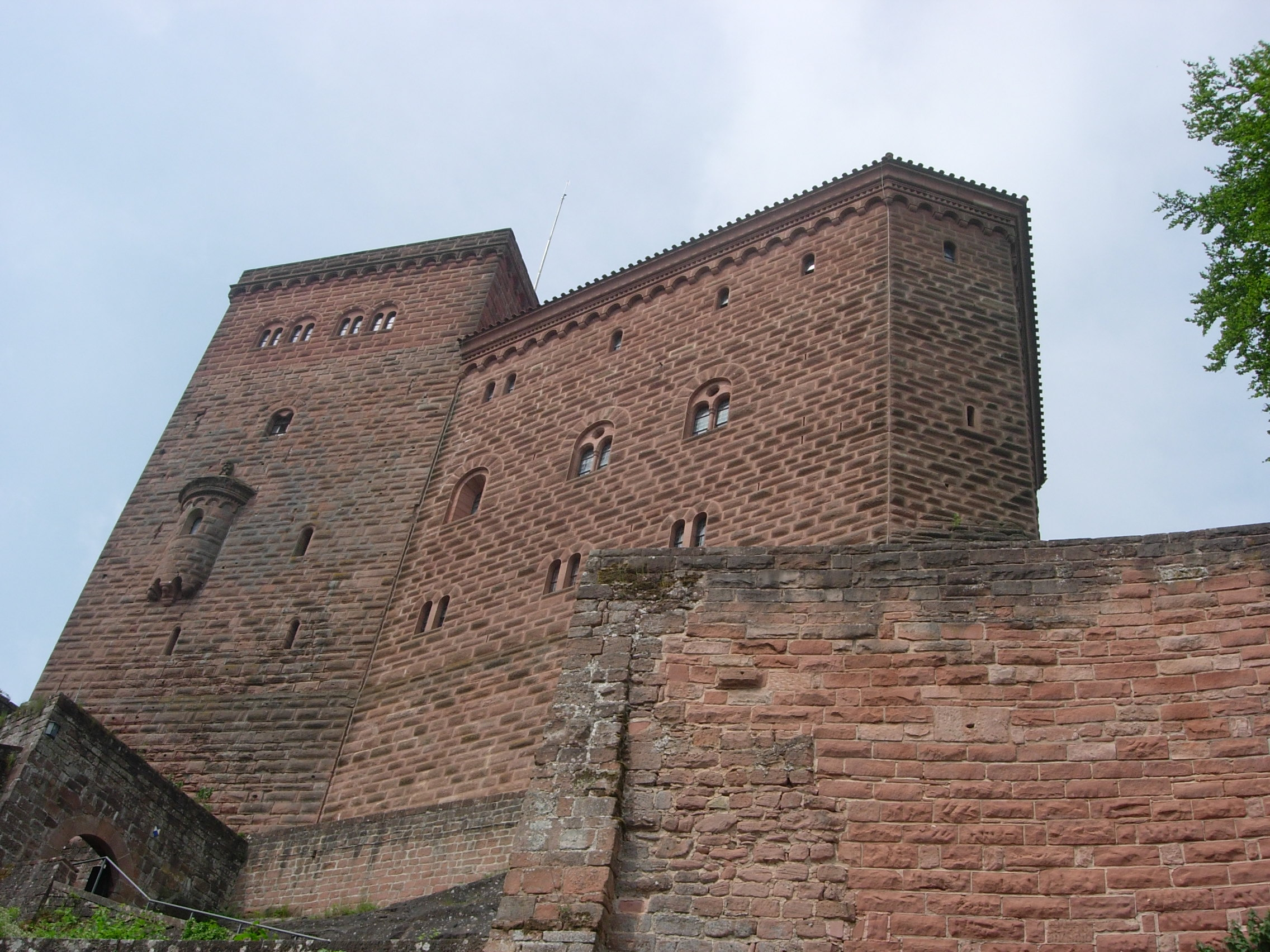
Castell de Trifels, a Annweiler

El Bosc del Palatinat es caracteritza per la multitud de castells que s'hi han anat edificant. A Annweiler hi ha el castell de Trifels que va servir de residència al rei anglès Ricard Cor de Lleó. A l'est, a Neustadt an der Weinstraße hi ha el castell de Hambacher del 1832. A Edenkoben hi ha el petit castell de mitjans del segle xix de Villa Ludwigshöhe, utilitzat com a residència d'estiu pel rei bavarès Lluís I.
El castell de Berwartstein a Erlenbach bei Dahn va pertànyer al cavaller Hans von Trotha i és l'únic del Palatinat que continua sent habitat.
També hi ha unes petites fortificacions construïdes dins de penyals de roca, aquestes són el castell de Drachenfels, que pertanyia al cavaller Franz von Sickingen, el de Falkenburg i el de Wilgartaburg.
Al Palatinat del nord-est hi governaven els Leiningen, els castells d'aquesta família eren el castell d'Altleiningen, el de Neuleiningen a Grünstadt, així com el castell de Hardenburg a Bad Dürkheim. Altres castells de la regió pertanyents als Leiningen són el castell de Gräfenstein i el d'Erfenstein al sud.

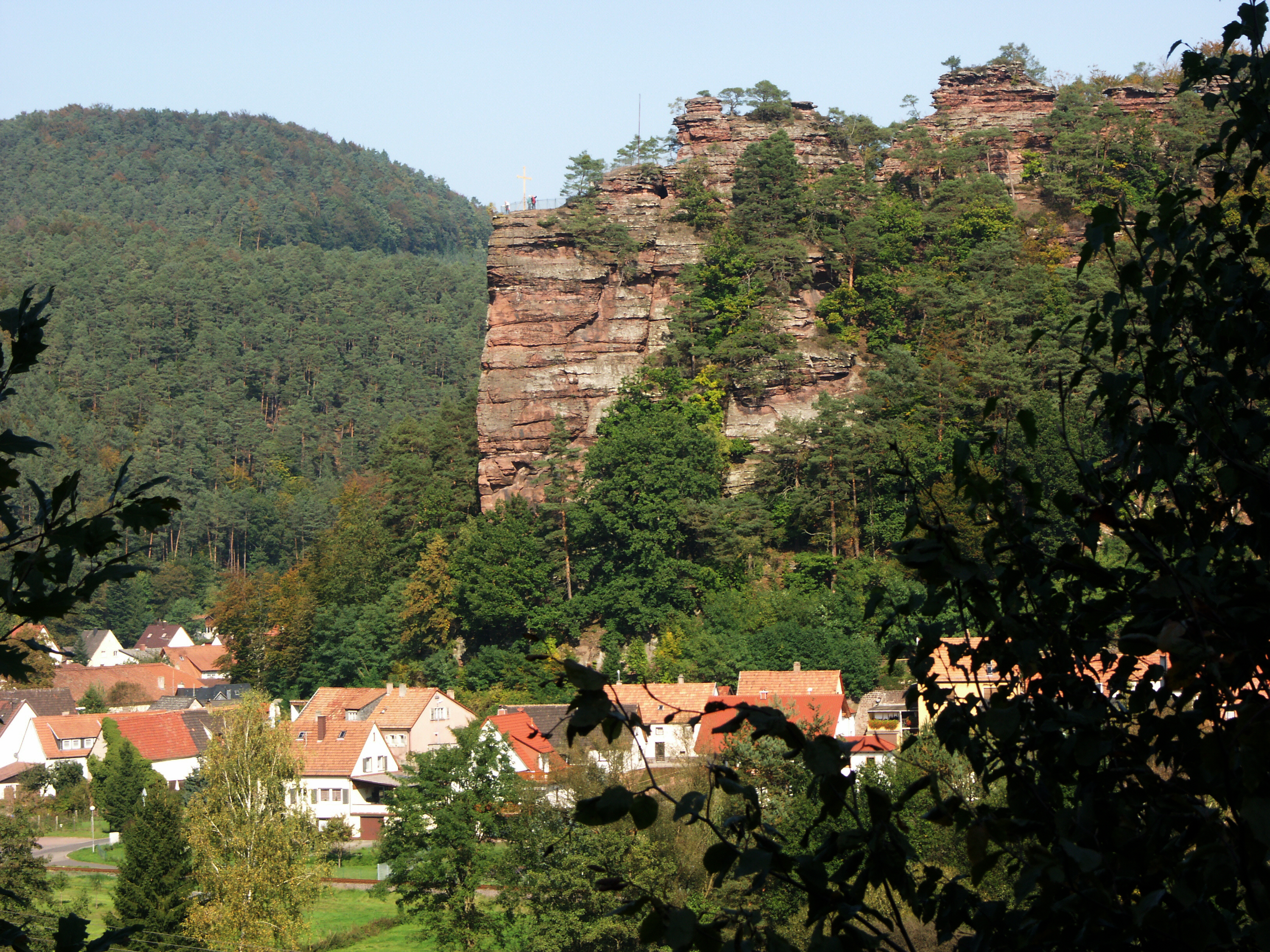
La roca de Jungfernsprung a Dahn

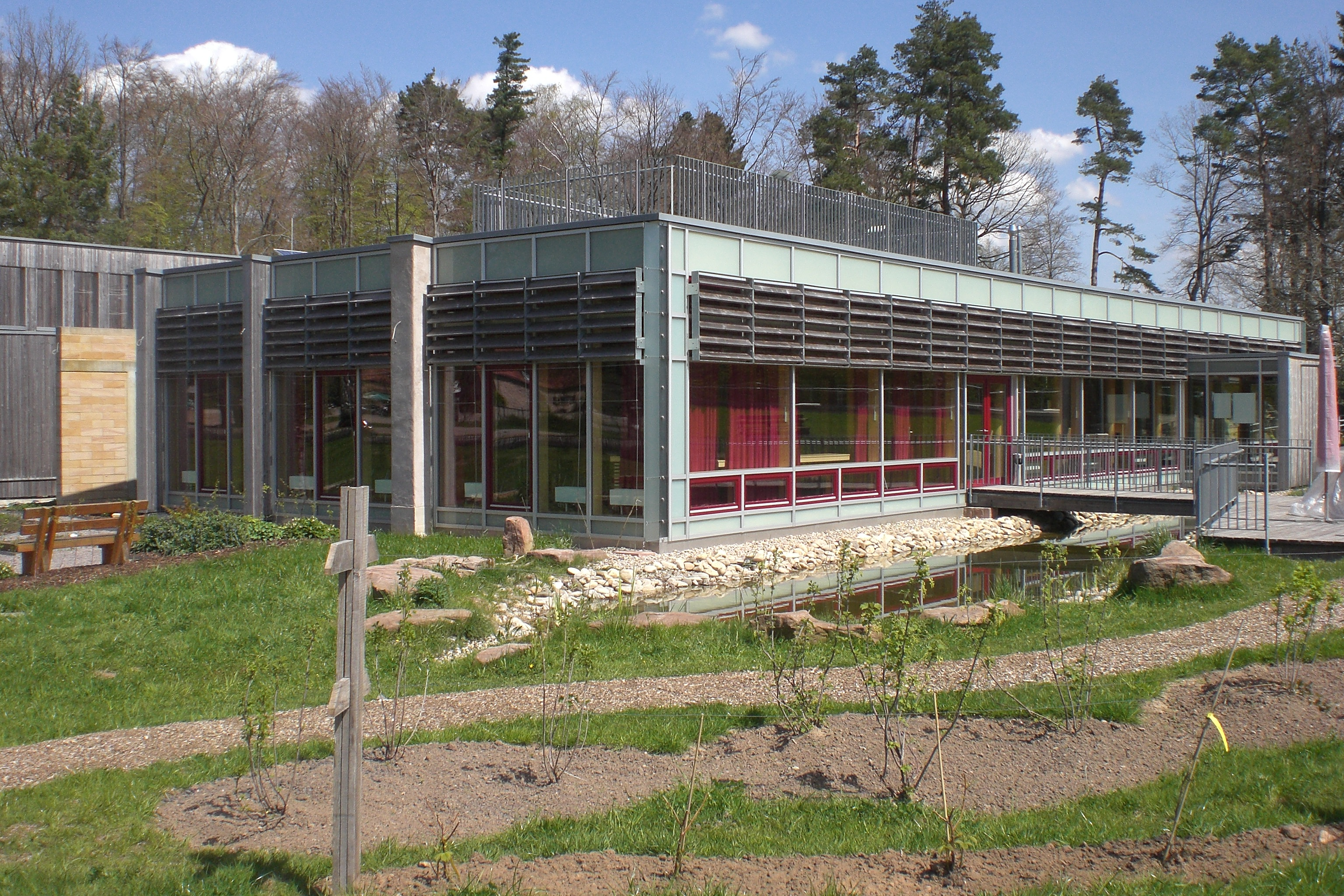
La Haus der Nachhaltigkeit

Un grup de tres castells construïts d'una manera inusual està situat a l'àrea de Wasgau. Els castells estan situats un al costat de l'altre a dalt d'un tossal. Els tres castells són el d'Altdahn, el de Grafendahn i el de Tanstein.
Zones naturals
La pedania de Johanniskreuz és considerada com el centre del Pfälzerwald, en aquesta localitat hi havia un balneari i actualment hi ha la Haus der Nachhaltigkeit (Casa de la Sostenibilitat). Al municipi de Fischbach bei Dahn hi ha la Biosphärenhaus (Casa de la Biosfera), equipada amb una ruta per sobre dels arbres.
Són característiques de la zona sud del Palatinat (Dahner Felsenland), les formacions rocoses com la Teufelstisch, Jungfernsprung, Hochstein o Braut und Bräutigam.
Rutes
Pel Palatinat hi transcorren nombrosos camins marcats pel Pfälzerwald-Verein. El més conegut és el camí de Sant Jaume ("Camino de Santiago" en castellà) del Palatinat, que va de l'est de la regió (Espira) a través de dues rutes, una pel nord i una pel sud, fins a Hornbach (al sud-oest).

## Mapa

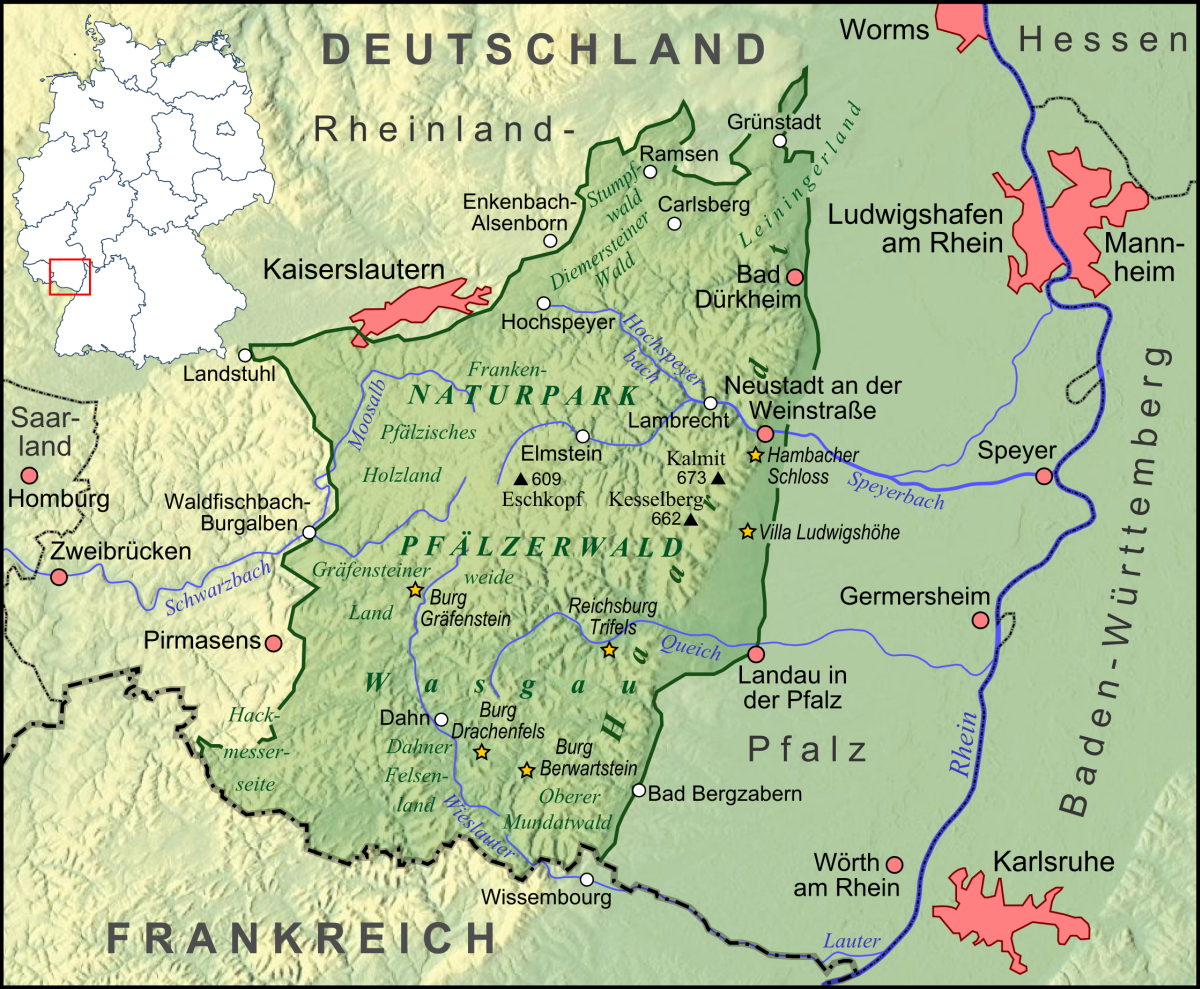
Mapa detallat del Pfälzerwald